# Women’s International League for Peace and Freedom
Die Women’s International League for Peace and Freedom (WILPF) ist eine internationale nichtstaatliche Organisation, die älteste internationale Frauen-Friedensorganisation der Welt. Sie hat ihr Internationales Büro in Genf (Schweiz), eine Zweigstelle in New York und besitzt bei den Vereinten Nationen Beraterstatus.

## Geschichte

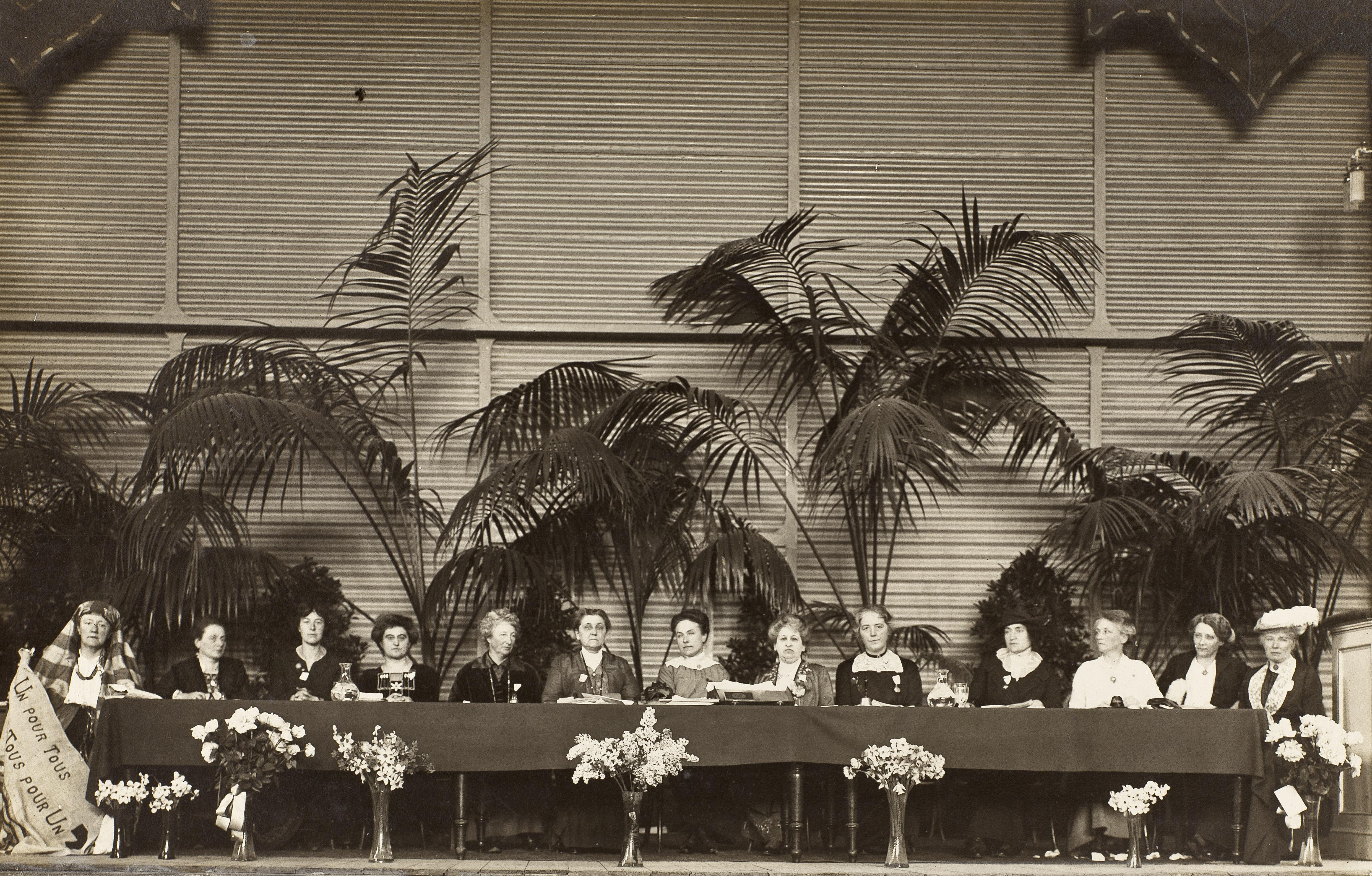
International Congress of Women 1915 in Den Haag. Von links nach rechts: 1. Lucy Thoumaian – Armenien, 2. Leopoldine Kulka – Österreich, 3. Laura Hughes – Kanada, 4. Rosika Schwimmer – Ungarn, 5. Anita Augspurg – Deutschland, 6. Jane Addams – USA, 7. Eugenie Hanner – USA, 8. Aletta Jacobs – Niederlande, 9. Chrystal Macmillan – Großbritannien, 10. Rosa Genoni – Italien, 11. Anna Kleman – Schweden, 12. Thora Daugaard – Dänemark, 13. Louise Keilhau – Norwegen

Als Reaktion auf den Ausbruch des Ersten Weltkriegs organisierte eine Gruppe niederländischer Frauenrechtlerinnen um Aletta Jacobs, Vorsitzende des niederländischen Frauenstimmrechtvereins, den ersten Internationalen Frauenfriedenskongress vom 28. bis 30. April 1915 in Den Haag (Niederlande); dieses Treffen trat an die Stelle des in Berlin geplanten Kongresses des Weltbundes für Frauenstimmrecht (engl. International Woman Suffrage Alliance, IWSA). Trotz der Kriegswirren erschienen über 1000 Frauen aus zwölf kriegsführenden und neutralen Nationen. Ein Ergebnis des Kongresses war die Gründung der Vorläuferorganisation der WILPF, des „Internationalen Ausschusses für dauernden Frieden“. Zu den Gründerinnen zählten neben Aletta Jacobs die Vorsitzende der US-amerikanischen Frauen-Friedenspartei, Jane Addams, ebenso wie Emily Greene Balch, eine US-amerikanische Sozialpolitikerin und Wirtschaftswissenschaftlerin, die radikale deutsche Frauenrechtlerin Lida Gustava Heymann, die deutsche Künstlerin Dore Meyer-Vax und viele andere.
Auf ihrem ersten internationalen Kongress nach Kriegsende, 1919 in Zürich, erhielt die Organisation ihren heutigen Namen und nahm ihre Aktivität auf. In zahlreichen Staaten wurden in den Folgejahren nationale Komitees gebildet.
Erste Präsidentin der „Women’s International League for Peace and Freedom“ wurde Jane Addams. Nach dem Eintritt der USA in den Ersten Weltkrieg wurde sie dort als „gefährlichste Frau der Nation“ bezeichnet. 1931 bekam sie für ihr Engagement den Friedensnobelpreis verliehen. Dieselbe Auszeichnung erhielt 1946 Emily Greene Balch (die „zweitgefährlichste Frau der USA“), ebenfalls für ihre Präsidentschaft. Sie war von 1919 bis 1922 Generalsekretärin, ab 1931 Leiterin der amerikanischen Sektion und 1934/1935 erneut Generalsekretärin der WILPF. 1936 wurde sie zur Ehrenpräsidentin ernannt. Sie war es, die die Verbindung der WILPF zum Völkerbund aufbaute. 1982 erhielt Alva Myrdal, Leiterin der schwedischen Delegation bei der UN-Abrüstungskommission, ebenfalls den Friedensnobelpreis.
Langjährige Generalsekretärin, später auch Präsidentin war Edith Ballantyne, die bis heute als UN-Beraterin in Genf tätig ist. Krishna Ahooja-Patel wurde 2001 Präsidentin.
Die WILPF hat derzeit 43 nationale Sektionen und weltweit etwa 40.000 Mitglieder. Sie hat Beraterstatus beim Economic and Social Council of the UN (ECOSOC), der UNESCO Conference on Trade Development (UNCTAD) und zusammen mit UNICEF speziellen Status bei der ILO und der FAO in Rom.
Internationale Generalsekretärin ist die Juristin Madeleine Rees.

## Deutschland
Auch in Deutschland entstand im Juni 1919 ein Zweig der WILPF. Das deutsche Komitee trägt die Bezeichnung Internationale Frauenliga für Frieden und Freiheit (IFFF). Bis 1933 hatte die IFFF ihren Sitz in München und wurde entscheidend von Anita Augspurg und Lida Gustava Heymann geprägt. In zahlreichen deutschen Städten bildeten sich regionale IFFF-Gruppen. Bereits 1919 existierten 42, 1928 schon 80 Gruppen mit insgesamt über 2000 Mitgliedern. Anita Augspurg und Lida Gustava Heymann gaben ab Januar 1919 eine monatliche Mitgliederzeitschrift heraus: Die Frau im Staat.
Vom 4. bis 6. Januar 1929 hielt die IFFF in Frankfurt am Main einen Internationalen Kongress ab zum Thema „Die modernen Kriegsmethoden und der Schutz der Zivilbevölkerung“. Zum Ehrenkomitee des Kongresses zählten u. a. Albert Einstein, Romain Rolland, Bertrand Russell, Käthe Kollwitz und Selma Lagerlöf. Dort wurde eine internationale Abrüstungskonferenz gefordert, die dann auch 1932 in Genf einberufen wurde.
Im Januar 1933 fand, trotz Störversuchen der SA, im Keller des Münchner Hofbräuhauses die letzte Kundgebung der IFFF vor knapp 1000 Zuhörern statt. Nach der kurz darauf erfolgten Machtergreifung der Nationalsozialisten war die IFFF eine der ersten Organisationen, die verboten wurden. Viele Mitglieder gingen ins Ausland (wie Lida Gustava Heymann, Anita Augspurg, Gertrud Baer, Frida Perlen, Constanze Hallgarten u. a.); andere blieben und gingen in den Untergrund (u. a. Auguste Kirchhoff), wurden enteignet, verhaftet und in Konzentrationslager gesteckt (z. B. Magda Hoppstock-Huth).
Nach dem Krieg baute Magda Hoppstock-Huth, die 1946 in die Hamburgische Bürgerschaft gewählt worden war, von dort aus die Organisation in den Sektoren der westlichen Alliierten wieder auf. 1956 reiste sie mit sechs Frauen der Westdeutschen Frauenfriedensbewegung, einer zweiten IFFF-Delegierten und einer des Demokratischen Frauenbunds Deutschlands nach Moskau – vermutlich war dies die erste unabhängige Frauendelegation dorthin. Diese wollte angesichts des Rüstungswettlaufs in den friedenspolitischen Dialog mit den Frauenverbänden der UdSSR treten. 
In der Hochphase des Kalten Krieges prangerte 1960 das von dem CDU-Politiker Rainer Barzel zusammen mit Franz Josef Strauß (CSU) gegründete und von Barzel geleitete „Komitee Rettet die Freiheit“ in einem „Rotbuch“ die IFFF-Vorsitzende (und Hunderte andere Personen des öffentlichen Lebens) als „kommunistisch gesteuert“ an. Die IFFF reichte dagegen zwar erfolgreich Klage ein und Barzel musste seine Behauptung zurückziehen, doch in der Folge traten zahlreiche Frauen aus der Organisation aus. Lediglich in West-Berlin, Hamburg, Bremen, München und Duisburg blieben noch Ortsgruppen bestehen.
Von 1972 bis 1974 und von 1986 bis 1992 war die bayerische Grünen-Abgeordnete und Soziologieprofessorin Eleonore Romberg internationale Präsidentin der WILPF. Sie blieb Vorsitzende der deutschen Sektion bis 2001 und Ehrenpräsidentin bis zu ihrem Tod im Jahr 2004. Sie wurde geehrt mit dem Bayerischen Friedenspreis der Deutschen Friedensgesellschaft und von der Stadt München mit der Medaille „München leuchtet“. 1992 wurde Barbara Lochbihler internationale Generalsekretärin der WILPF in Genf. Sie organisierte 1995 den Peacetrain to Beijing – eine Zugreise der WILPF durch die Ostblockländer – zur Weltfrauenkonferenz in Beijing. Lochbihler wurde 1999 Generalsekretärin der deutschen Sektion von amnesty international; seit 2009 ist sie Abgeordnete für die Grünen im Europaparlament.
Die IFFF hat ihren Sitz in Berlin; Vorsitzende der IFFF sind derzeit Victoria Scheyer und Marieke Fröhlich.

## Projekte
Im Sommer 2019 wurde ein Projekt zum Thema Militär und Per- und Polyfluoralkylsubstanzen (PFAS) initiiert, beginnend mit einem Schwerpunkt auf Kalifornien, dem US-Bundesstaat mit den größten Mengen. Dort gibt es zahlreiche Militärstützpunkte und einige der höchsten dokumentierten PFAS-Kontaminationen.